# Motorcross der Naties 2010
De 64e Motorcross der Naties werd gereden op 26 september 2010 in het Amerikaanse Lakewood.
Van de meer dan dertig deelnemende landen mochten de twintig besten uit de kwalificaties deelnemen aan de finale. Elke ploeg bestond uit drie rijders: één in de MX1-klasse, één in de MX2-klasse, en één in de "Open" klasse, dus met vrije keuze van de motor. De wedstrijd bestond uit drie reeksen waarin telkens twee rijders per land uitkwamen: resp. MX1 en MX2, MX2 en Open, en MX1 en Open. De puntenstand per land was de som van de vijf beste plaatsen die de rijders in de reeksen behaalden; het slechtste resultaat werd geschrapt.
- Voor België bestond de ploeg uit Steve Ramon (MX1), Jeremy Van Horebeek (MX2) en Clément Desalle (Open).
- Nederland stuurde geen delegatie.

## Uitslag Kwalificaties

### Kwalificatiereeks MX1
| 1  | Antonio Cairoli   | Italië              |
| 2  | Brett Metcalfe    | Australië           |
| 3  | Gautier Paulin    | Frankrijk           |
| 4  | Ryan Dungey       | Verenigde Staten    |
| 5  | Jonathan Barragán | Spanje              |
| 6  | Steve Ramon       | België              |
| 7  | Tanel Leok        | Estland             |
| 8  | Rui Gonçalves     | Portugal            |
| 9  | Jake Nicholls     | Verenigd Koninkrijk |
| 10 | Joshua Coppins    | Nieuw-Zeeland       |

### Kwalificatiereeks MX2
| 1  | Trey Canard         | Verenigde Staten |
| 2  | Ken Roczen          | Duitsland        |
| 3  | Jeremy Van Horebeek | België           |
| 4  | Zach Osborne        | Puerto Rico      |
| 5  | Marvin Musquin      | Frankrijk        |
| 6  | Martín Davalos      | Ecuador          |
| 7  | Matiss Karro        | Letland          |
| 8  | Alessandro Lupino   | Italië           |
| 9  | Dean Ferris         | Australië        |
| 10 | Harri Kullas        | Finland          |

### Kwalificatiereeks Open
| 1  | Andrew Short     | Verenigde Staten    |
| 2  | Ben Townley      | Nieuw-Zeeland       |
| 3  | Kyle Regal       | Puerto Rico         |
| 4  | Maximilian Nagl  | Duitsland           |
| 5  | Clément Desalle  | België              |
| 6  | Antonio Balbi    | Brazilië            |
| 7  | Arnaud Tonus     | Zwitserland         |
| 8  | Brad Anderson    | Verenigd Koninkrijk |
| 9  | Yoshitaka Atsuta | Japan               |
| 10 | Jay Marmont      | Australië           |

## Uitslag Reeksen

### Eerste Reeks (MX1 + MX2)
| 1   | Ryan Dungey         | Verenigde Staten    |
| 2   | Antonio Cairoli     | Italië              |
| 3   | Brett Metcalfe      | Australië           |
| 4   | Jonathan Barragán   | Spanje              |
| 5   | Gautier Paulin      | Frankrijk           |
| 6   | Ken Roczen          | Duitsland           |
| 7   | Steve Ramon         | België              |
| 8   | Dean Wilson         | Verenigd Koninkrijk |
| 9   | Rui Gonçalves       | Portugal            |
| 10  | Tanel Leok          | Estland             |
| ... | ...                 | ...                 |
| 13  | Jeremy Van Horebeek | België              |

### Tweede reeks (MX2 + Open)
| 1  | Ben Townley         | Nieuw-Zeeland       |
| 2  | Kyle Regal          | Puerto Rico         |
| 3  | Ken Roczen          | Duitsland           |
| 4  | Clément Desalle     | België              |
| 5  | Maximilian Nagl     | Duitsland           |
| 6  | Dean Wilson         | Verenigd Koninkrijk |
| 7  | Trey Canard         | Verenigde Staten    |
| 8  | Brad Anderson       | Verenigd Koninkrijk |
| 9  | Manuel Monni        | Italië              |
| 10 | Jeremy Van Horebeek | België              |

### Derde Reeks  (MX1 + Open)
| 1  | Ryan Dungey     | Verenigde Staten |
| 2  | Andrew Short    | Verenigde Staten |
| 3  | Clément Desalle | België           |
| 4  | Antonio Cairoli | Italië           |
| 5  | Brett Metcalfe  | Australië        |
| 6  | Steve Ramon     | België           |
| 7  | Xavier Boog     | Frankrijk        |
| 8  | Arnaud Tonus    | Zwitserland      |
| 9  | Gautier Paulin  | Frankrijk        |
| 10 | Jay Marmont     | Australië        |

### Eindstand
| 1  | Verenigde Staten    | 23 (1+1+2+7+12)    |
| 2  | België              | 30 (3+4+6+7+10)    |
| 3  | Duitsland           | 44 (3+5+6+14+16)   |
| 4  | Verenigd Koninkrijk | 45 (6+8+8+11+12)   |
| 5  | Italië              | 50 (2+4+9+15+20)   |
| 6  | Australië           | 54 (3+5+10+18+18)  |
| 7  | Frankrijk           | 71 (5+7+9+11+39)   |
| 8  | Nieuw-Zeeland       | 90 (1+11+14+29+35) |
| 9  | Portugal            | 94 (9+13+21+22+29) |
| 10 | Puerto Rico         | 99 (2+14+15+32+36) |